# 一氯化铟
一氯化铟是一种无机化合物，化学式为InCl，它在120 °C以下为黄色的立方晶型，在此温度之上为红色的正交晶型。它可由铟和三氯化铟反应制得。它和三氟甲磺酸在甲苯中反应，可以得到三氟甲磺酸铟(I)。